# Olympische Sommerspiele 1952/Kanu – Zweier-Canadier 1000 m (Männer)
Der Wettkampf im Zweier-Canadier über 1000 Meter bei den Olympischen Sommerspielen 1952 wurde am 28. Juli auf der Regattastrecke des Soutustadion in Helsinki ausgetragen.
Im Gegensatz zu den Wettbewerben vier Jahre zuvor gab es diesmal aufgrund der Teilnehmeranzahl zwei Vorläufe, von denen jeweils die besten vier Athleten das Finale erreichten. Der Titel ging an das dänische Duo Peder Rasch und Finn Haunstoft.

## Ergebnisse

### Vorläufe

#### Vorlauf 1
| Rang | Athlet                                | Nation           | Zeit       |
| ---- | ------------------------------------- | ---------------- | ---------- |
| 1    | Peder Rasch Finn Haunstoft            | Dänemark         | 4:32,9 min |
| 2    | Jan Brzák-Felix Bohumil Kudrna        | Tschechoslowakei | 4:43,9 min |
| 3    | Arthur Johnson Tom Hodgson            | Kanada           | 4:44,9 min |
| 4    | István Bodor József Tuza              | Ungarn           | 4:51,5 min |
| 5    | Tuomo Tuormaa Matti Havulinna         | Finnland         | 4:54,0 min |
| 6    | Alexander Krassawin Sergei Tschumakow | Sowjetunion      | 4:54,9 min |

#### Vorlauf 2
| Rang | Athlet                         | Nation             | Zeit       |
| ---- | ------------------------------ | ------------------ | ---------- |
| 1    | Georges Dransart Armand Loreau | Frankreich         | 4:38,8 min |
| 2    | Kurt Liebhart Engelbert Lulla  | Österreich         | 4:40,2 min |
| 3    | John Haas Frank Krick          | Vereinigte Staaten | 4:43,3 min |
| 4    | Egon Drews Wilfried Soltau     | BR Deutschland     | 4:48,4 min |
| 5    | Rune Blomqvist Harry Lindbäck  | Schweden           | 4:50,2 min |

### Finale
| Rang | Athlet                         | Nation             | Zeit       |
| ---- | ------------------------------ | ------------------ | ---------- |
| 1    | Peder Rasch Finn Haunstoft     | Dänemark           | 4:38,3 min |
| 2    | Jan Brzák-Felix Bohumil Kudrna | Tschechoslowakei   | 4:42,9 min |
| 3    | Egon Drews Wilfried Soltau     | BR Deutschland     | 4:48,3 min |
| 4    | Georges Dransart Armand Loreau | Frankreich         | 4:48,6 min |
| 5    | István Bodor József Tuza       | Ungarn             | 4:51,9 min |
| 6    | Kurt Liebhart Engelbert Lulla  | Österreich         | 4:55,8 min |
| 7    | John Haas Frank Krick          | Vereinigte Staaten | 4:59,0 min |
| 8    | Arthur Johnson Tom Hodgson     | Kanada             | 5:01,4 min |

## Weblink
- Ergebnisse